# Bandera de Blancafort
La bandera oficial de Blancafort té la següent descripció:
Bandera apaïsada, de proporcions dos d'alt per tres de llarg, vermella de dalt a baix i amb una primera part de 19/24 de la llargària del drap, carregada, al centre, amb la torre blanca de porta i finestres vermelles de l'escut, d'alçària 41/72 de la del drap i amplària 17/48 de la llargària del mateix drap; i amb la part restant del vol groga amb quatre pals vermells.
Va ser aprovada l'1 de juliol de 2009 i publicada en el DOGC el 14 de juliol del mateix any amb el número 5420.